# Michaela Ek
Michaela Ek (nascida em 1 de fevereiro de 1988) é uma handebolista sueca.

## Carreira
Atua como ala direita e joga pelo clube Ringkøbing desde 2016.

### Rio 2016
Integrou a seleção sueca feminina que terminou na sétima colocação no handebol dos Jogos Olímpicos de Verão de 2016, realizados no Rio de Janeiro, Brasil.

## Clube
- 0000–2015:  Skövde HF
- 2015–2016:  Bjerringbro-Silkeborg
- 2016–0000:  Ringkøbing

## Conquistas
- Trofeul Carpati: 
  - Campeã: 2015